# Франса
Франсоалдо Сена де Соза (порт. Françoaldo Sena de Souza; 2. март 1976), познатији као Франса, бивши је бразилски фудбалер који је играо на позицији нападача.

## Каријера
Током каријере играо је за Сао Пауло, Бајер Леверкузен и многе друге клубове.

## Репрезентација
За репрезентацију Бразила дебитовао је 2000. године. За национални тим одиграо је 8 утакмица и постигао 1 гол.

## Статистика
| Бразил | Бразил | Бразил |
| Год.   | Ута.   | Гол.   |
| ------ | ------ | ------ |
| 2000   | 6      | 1      |
| 2001   | 0      | 0      |
| 2002   | 2      | 0      |
| Укупно | 8      | 1      |